# Велика пухара
Велика пухара (лат. Calvatia gigantea) гљива је лоптастог облика која се углавном среће током лета и с јесени. Насељава умерене климатске зоне у свим деловима света. Најчешће се може пронаћи на отвореним и полуотвореним местима попут башта, на ливадама, пољима, у околини сеоских путева и другде где је земљиште издашно хранљивим материјама. Не нарочито бројна, али дуго опстаје на истом станишту на коме се може проналазити из године у годину.

## Опис плодног тела
Плодно тело је неравномерног сферичног облика, а у основи наборано. Пречник тела износи 10—50 cm, ретко и преко 120 cm. Крупни примерци су спљоштенији. Плодна тела су повезана са подлогом уз помоћ кратких и скривених, једва приметних коренчића. Егзоперидијум је беличаст, па касније жућкастосмеђ, гладак и кожаст. Ендоперидијум је веома крхак, у почетку беличаст, а касније сивкастожут. Глеба је у почетку бела и баршунаста, а како одмиче стадијум развића постаје смеђе боје и сунђераста, препуна праха од спора. Мирис плодног тела је помало киселкаст, а укус генерално благ.

## Микроскопија
Споре су код велике пухаре округластог облика, брадавичасте. Величине су 4,5–5,5 µm у маси смеђе боје.

## Отисак спора
Отисак спора је смеђе боје.

## Јестивост
Примерци велике пухаре су јестиви, али само до момента док је глеба потпуно беле боје. Најкуснија је у прженом облику, сама или са неким додатком. Лековита је. Користила се раније у народној медицини за заустављање крварења на посекотинама.

## Галерија
- илустрација
- стари примерак велике пухаре
- млада велика пухара

## Сличне врсте
Велика пухара се може помешати са отровном пухаром (Scleroderma citrinum). Ипак, отровна пухара се одликује много чвршћим, еластичним плодним телом и има унутрашњост која временом постаје тамно црна.